# سن-رمی-دو-پروانس

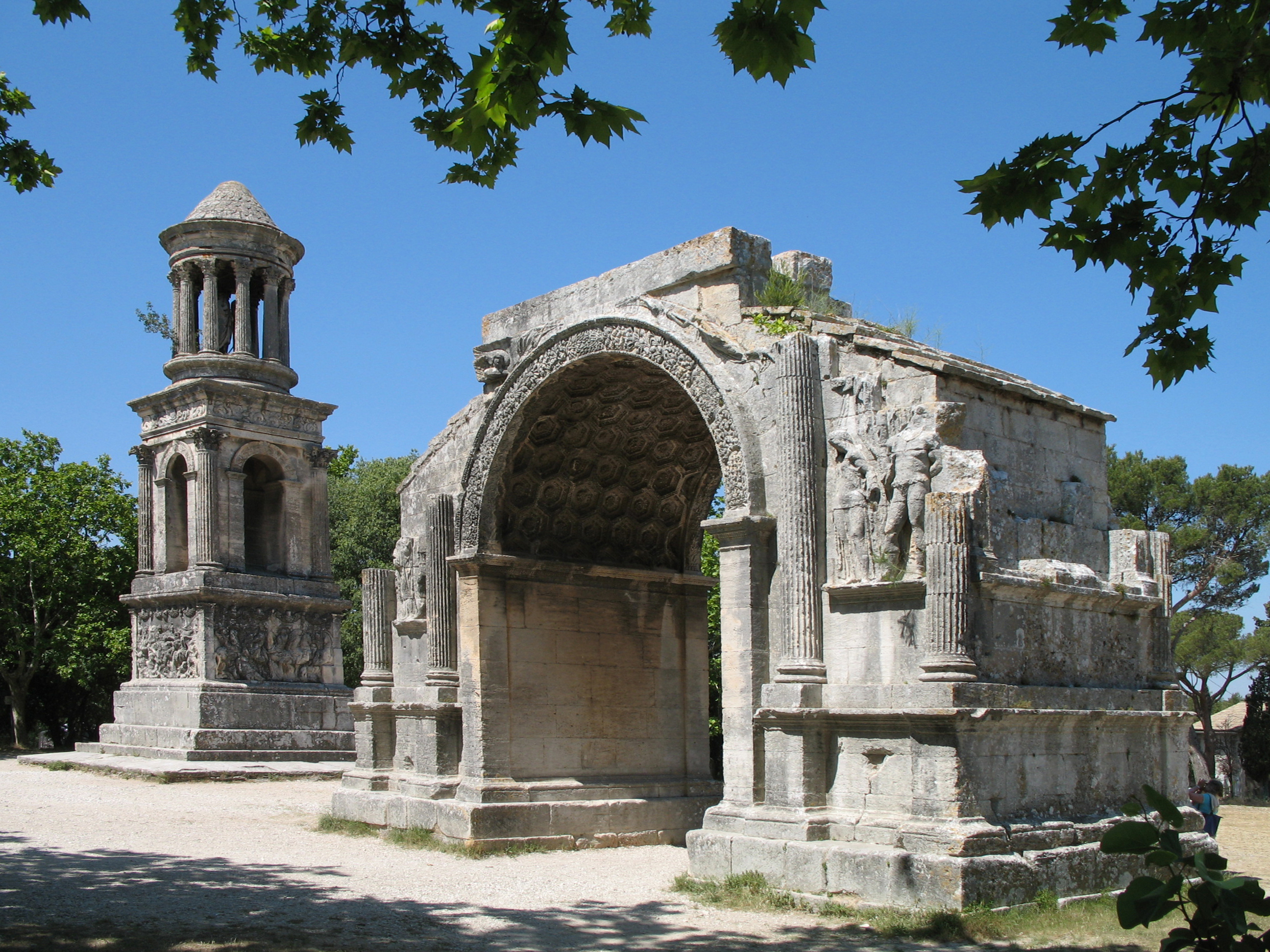
بقایای یک ساختمان مربوط به دوره جمهوری روم در سَن-رِمی.

سَن-رِمی-دو-پروانس (به فرانسوی: Saint-Rémy-de-Provence) نام یک کمون در شهرستان بوش-دو-رون در ناحیه پروانس-آلپ-کوت دازور در جنوب فرانسه است.

## جغرافیا
سن-رمی-دو-پروانس در ۲۰ کیلومتری جنوب اوینیون و شمال رشته کوه آلپ واقع شده‌است.

## شخصیت‌ها
- نوستراداموس پیشگوی معروف فرانسوی در سال ۱۵۰۳ در سن-رمی-دو-پروانس متولد شد.
- ونسان ون گوگ نقاش نامدار هلندی از می ۱۸۸۹ تا می ۱۸۹۰ در بیمارستان روانی سن-پل در سن-رمی-دو-پروانس بستری بود. او چندین تابلوی نقاشی از جمله شب پر ستاره را در اینجا کشید.
- آلبرت شوایتزر عالم الهیات و پزشک آلمانی در سال ۱۹۱۸ در سن-رمی-دو-پروانس زندانی بود.